# Liste der Heimtiere im Weißen Haus
Die Liste der Heimtiere im Weißen Haus enthält Tiere, die während der Amtszeit eines Präsidenten der Vereinigten Staaten von ihm oder seiner Familie im Weißen Haus gehalten wurden.

## Liste
| Präsident              | Tiere | Bilder |
| ---------------------- | --- | ------ |
| George Washington      | - Drunkard, Mopsey, Taster, Cloe, Tipsy, Tipler, Forester, Captain, Lady Rover, Vulcan, Sweetlips, Scentwell und Searcher: Hunde - Cornwall: Greyhound - Royal Gift: Esel - Nelson, Blueskin, Samson, Steady, Traveller, Magnolia: Pferde - Papageien |        |
| John Adams             | - Juno, Mark und Satan: Hunde - Cleopatra und Caesar: Pferde |        |
| Thomas Jefferson       | - Buzzy: Briard - Dick: Spottdrossel - zwei Bärenbabys - Caractacus: Pferd |        |
| James Madison          | - Polly: Ara |        |
| James Monroe           | - ein Spaniel - Sebastian: Sibirischer Husky |        |
| John Quincy Adams      | - ein Alligator - Seidenraupen |        |
| Andrew Jackson         | - Polly: Papagei, der fluchen konnte - Sam Patch, Emily, Lady Nashville, Bolivia und Thruxton: Pferde |        |
| Martin Van Buren       | - besaß kurz zwei Tigerbabys, die er vom Sultan von Oman geschenkt bekam |        |
| William Henry Harrison | - Billy: Ziege - Sukey: Kuh |        |
| John Tyler             | - Le Beau: Italienischer Windhund - Johnny Ty: Kanarienvogel - The General: Pferd - zwei Irische Wolfshunde |        |
| James K. Polk          | keine Haustiere |        |
| Zachary Taylor         | - Old Whitey: Kriegspferd - Apollo: ehemaliges Zirkuspferd |        |
| Millard Fillmore       | - Mason und Dixon: Ponys |        |
| Franklin Pierce        | - orientalische Hunde - japanische Vögel |        |
| James Buchanan         | - Lara: Neufundländer - Punch: English Toy Terrier - zwei Adler |        |
| Abraham Lincoln        | - Nanny und Nanko: Ziegen - Jack: Truthahn - Fido: Hund - Jip: Hund - Tabby und Dixie: Katzen - ein Hase - ein Pferd - ein Hausschwein |        |
| Andrew Johnson         | - keine Haustiere; Johnson fütterte jedoch Mäuse, die in seinem Schlafzimmer lebten |        |
| Ulysses S. Grant       | - Butcher Boy, Cincinnatus, Egypt, Jeff Davis, Jennie, Julia, Mary und St. Louis: Pferde - Billy Button und Reb: Ponys - Faithful: Neufundländer - Rosie: Hund - ein Papagei |        |
| Rutherford B. Hayes    | - Old Whitey (1849 – 20. März 1879): Pferd - Kühe - Grim: Greyhound - Dot: English Cocker Spaniel - Hector: Neufundländer - Duke: Mastiff - Otis: Zwergschnauzer - Juno und Jeep: Jagdhunde - Jet: Hund - Piccolomini: Katze - Siam und Miss Pussy: Siamkatzen - eine Ziege - Kanarienvögel |        |
| James A. Garfield      | - Veto: Neufundländer - Kit: Pferd |        |
| Chester A. Arthur      | - drei Pferde |        |
| Grover Cleveland       | - Hector: Pudel - Vögel |        |
| Benjamin Harrison      | - Dash: Collie - Old Whiskers: Hausziege - Mr. Reciprocity und Mr. Protection: Opossums |        |
| William McKinley       | - Washington Post: Doppelgelbkopf-Amazone - Valeriano Weyler und Enrique DeLome: Angorakatzen - Hähne |        |
| Theodore Roosevelt     | - Admiral Dewey, Bishop Doane, Dr. Johnson, Father O’Grady, Fighting Bob Evans: Meerschweinchen - Algonquin und Feldety: Ponys - Renown, Roswell, Rusty, Jocko, Root, Grey, Dawn, Wyoming, Yangenka, General und Judge: Pferde - Baron Spreckle: Henne - Bill: Eidechse - Jack und Peter: Terrier - Blackjack: Manchester Terrier - Emily: Schlange - Gem und Susan: Hunde - Eli: Ara - Pete: Bullterrier - Skip: Rat Terrier - Jonathan Edwards: Bär - Jonathan: Ratte - Josiah: Dachs - Manchu: Pekinese - Maude: Hausschwein - Peter: Hase - Rollo: Bernhardiner - Skip: Mischling - Sailor Boy: Chesapeake Bay Retriever - Tom Quartz und Slippers: Katzen - eine Hyäne |        |
| William Howard Taft    | - Caruso: Hund - Mooly Wooly und Pauline Wayne: Kühe |        |
| Woodrow Wilson         | - Davie: Airedale Terrier - Old Ike: Schaf - Puffins: Katze - Mountain Boy: Greyhound - Bruce: Bullterrier - Vögel |        |
| Warren G. Harding      | - Laddie Boy (1920–1929): Airedale Terrier - Old Boy: Bulldogge - Pete: Kanarienvogel |        |
| Calvin Coolidge        | - Rob Roy und Prudence Prim: Weiße Collies - Peter Pan: Foxterrier - Paul Pry: Airedale Terrier - Calamity Jane: Shetland Sheepdog - Tiny Tim und Blackberry: Chow-Chows - Ruby Rouch: Collie - Boston Beans: Englische Bulldogge - King Cole: Deutscher Schäferhund - Bessie: Collie - Palo Alto: Hund - Ebeneezer: Esel - Nip, Tuck und Snowflake: Kanarienvögel - Enoch: Gans - Tiger und Blacky: Katzen - Rebecca und Horace: Waschbären - Smoky: Luchs - Tax Reduction und Budget Bureau: Löwenbabys - Billy: Zwergflusspferd, das dem Smithsonian National Zoological Park überlassen wurde - ein Wallaby - eine Antilope - ein Amerikanischer Schwarzbär             |        |
| Herbert Hoover         | - King Tut: Belgischer Schäferhund - Pat: Deutscher Schäferhund - Big Ben und Sonnie: Foxterrier - Glen: Schottischer Schäferhund - Yukonan: Kanadischer Eskimohund - Patrick: Irischer Wolfshund - Eaglehurst Gillette: English Setter - Weejie: Norwegischer Elchhund - zwei Alligatoren |        |
| Franklin D. Roosevelt  | - Fala (7. April 1940 bis 5. April 1952): Scottish Terrier - President: Deutsche Dogge - Blaze: Bullmastiff - Tiny: Bobtail - Winks: English Setter - Meggie: Scottish Terrier - Major: Deutscher Schäferhund |        |
| Harry S. Truman        | - Feller: English Cocker Spaniel - Mike: Irish Red Setter |        |
| Dwight D. Eisenhower   | - Heidi: Weimaraner - Gabby: Wellensittich |        |
| John F. Kennedy        | - Pushinka: Mischling, Geschenk des sowjetischen Premiers Nikita Chruschtschow - Wolf: Mischling, Teil Irischer Wolfshund - Butterfly, White Tips, Blackie und Streaker: Welpen von Pushinka - Clipper: Deutscher Schäferhund - Shannon: English Cocker Spaniel - Gaullie: Pudel - Charlie: Welsh Terrier - Moe: Dobermann - Tom Kitten: Katze - Robin: Kanarienvogel - Bluebell und Marybell: Papageien - Macaroni, Tex und Leprechaun: Ponys - Debbie und Billie: Hamster - Zsa Zsa: Hase - Sardar: Pferd |        |
| Lyndon B. Johnson      | - Him und Her: Beagles - J. Edgar: Beagle - Freckles: Beagle - Blanco: Weißer Collie - Yuki: Mischling - Hamster - Vögel |        |
| Richard Nixon          | - Checkers (1952 bis 1964): English Cocker Spaniel - Vicki: Pudel - Pasha: Yorkshire Terrier - King Timahoe: Irish Red Setter |        |
| Gerald Ford            | - Liberty (1974–1984): Golden Retriever - Misty: Golden Retriever, Tochter von Liberty - Lucky: Mischling - Shan: Siamkatze |        |
| Jimmy Carter           | - Grits: Border Collie, Geschenk an die Tochter Amy von ihrem Lehrer, kurz darauf aber wieder zurückgegeben - Lewis Brown: Afghanischer Windhund - Misty Malarky Ying Yang: Siamkatze - Sleepy: Hamster |        |
| Ronald Reagan          | - Lucky: Flandrischer Treibhund - Rex (1984–1998): Cavalier King Charles Spaniel - Victory: Golden Retriever - Peggy: Irish Red Setter - Taca: Sibirischer Husky - Fuzzy: Belgischer Schäferhund |        |
| George H. W. Bush      | - Millie (* 12. Januar 1985, † 19. Mai 1997): English Springer Spaniel (ihre Biografie verkaufte sich häufiger als die ihres Herrchens) - Ranger (* 17. März 1989, † 6. April 1993): English Springer Spaniel, Sohn von Millie |        |
| Bill Clinton           | - Socks (* Ende 1990 / Anfang 1991, † 20. Februar 2009): Katze - Buddy (* 7. August 1997, † 2. Januar 2002): Labrador Retriever |        |
| George W. Bush         | - Spot „Spotty“ Fetcher (* 17. März 1989, † 21. Februar 2004): English Springer Spaniel, Tochter von Millie und damit einziger „First Dog“ in zweiter Generation. - India (* 13. Juli 1990, † 4. Januar 2009): American-Shorthair-Katze - Barney (* 30. September 2000, † 1. Februar 2013): Scottish Terrier - Miss Beazley (* 28. Oktober 2004, † 17. Mai 2014): Scottish Terrier |        |
| Barack Obama           | - Bo (* 9. Oktober 2008, † 8. Mai 2021): Portugiesischer Wasserhund - Sunny (* 11. Juni 2012): Portugiesischer Wasserhund |        |
| Donald Trump           | keine Haustiere |        |
| Joe Biden              | - Champ (* Oktober 2008, † 19. Juni 2021): Deutscher Schäferhund - Major (* Januar 2018): Deutscher Schäferhund - Commander (* September 2021): Deutscher Schäferhund - Willow: Hauskatze |        |

## Anmerkung
1. ↑  Heimtiere, sind solche Tiere, die Menschen bei sich halten. Als Haustiere werden hingegen domestizierte Tierarten bezeichnet – im Gegensatz zu Wildtieren.
2. ↑  George Washington hat zwar selbst nie im Weißen Haus gelebt, wird aber zur Vollständigkeit trotzdem mit aufgeführt.
3. ↑  Aufgrund mehrerer Beißvorfälle musste Major das Weiße Haus im Dezember 2021 verlassen.